# Генеральное консульство Российской Федерации в Шанхае
Генера́льное ко́нсульство Росси́йской Федера́ции в Шанха́е — учреждение Министерства иностранных дел России в Китайской Народной Республике, осуществляющее консульские функции на территории г. Шанхая и провинций Аньхуэй, Цзянсу и Чжэцзян.

## История

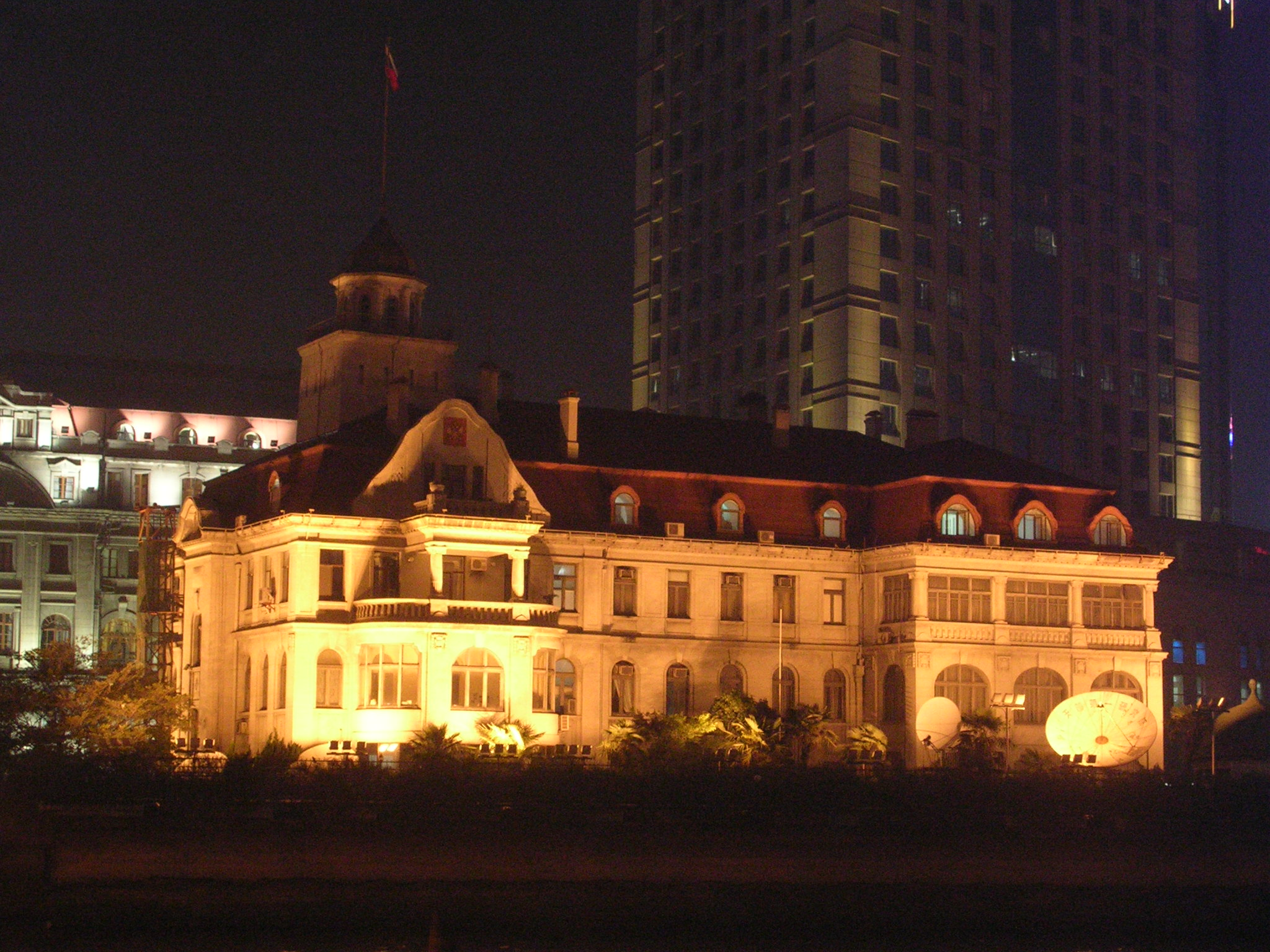
Здание российского консульства в Шанхае

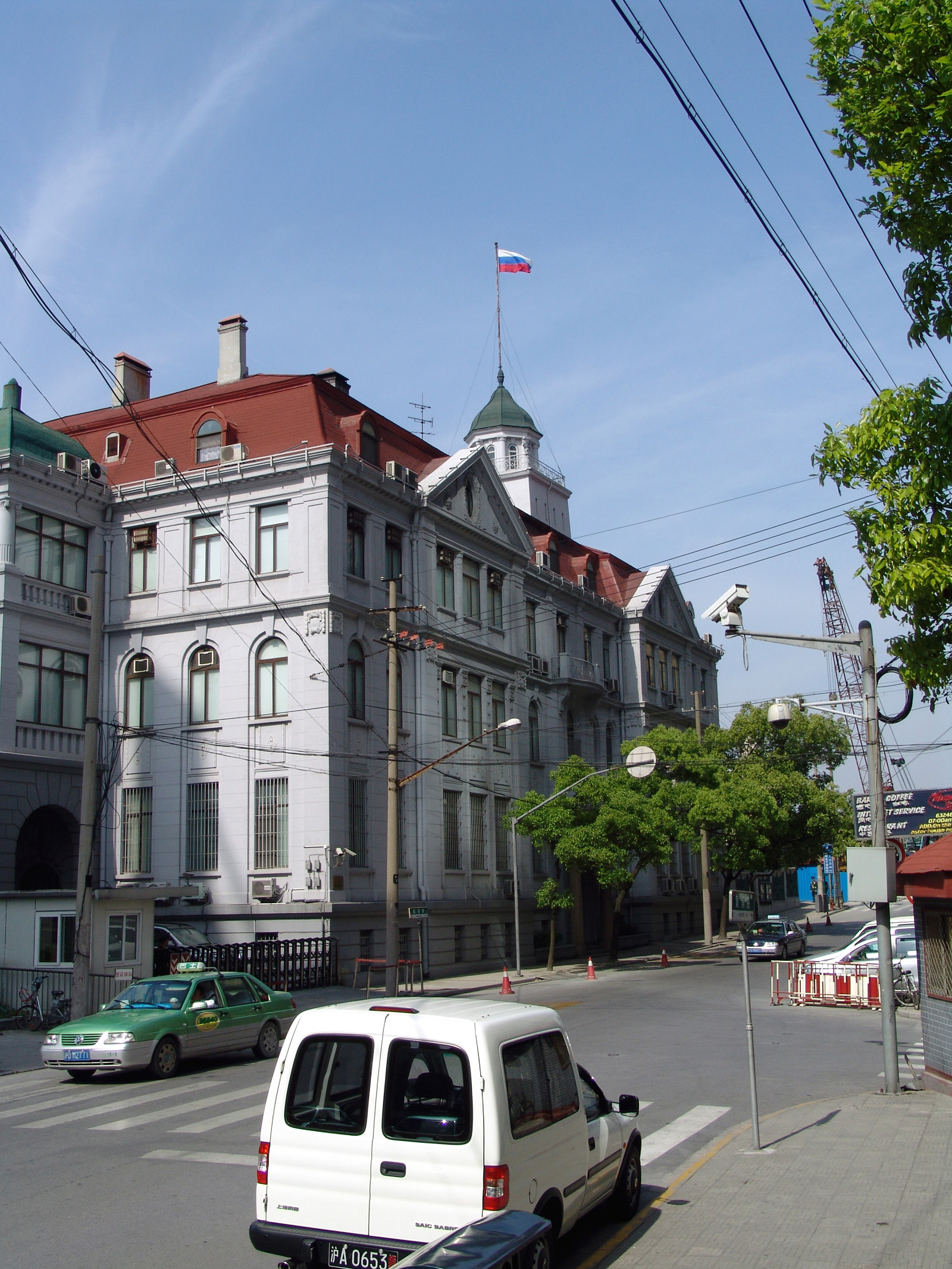
Здание российского консульства в Шанхае, май 2008.

История российского консульства в Шанхае начинается в XIX веке. В 1858 году было решено учредить нештатное консульское агентство. В 1875 году была введена штатная должность генерального консула Российской империи в Шанхае, на которую был назначен Константин Скачков, проработавший до 1880 года. В 1882 году консульство было опять преобразовано в нештатное.
Во второй раз штатное консульство России было учреждено 25 ноября 1896 года — впоследствии эта дата и стала считаться днём основания консульства. Первоначально оно именовалось Российским Императорским генеральным консульством в Шанхае. Генеральным консулом России в Шанхае был назначен Павел Дмитревский. Тогда же был определен консульский округ Генконсульства, включивший в себя, помимо Шанхая, провинции Аньхуэй, Цзянсу и Чжэцзян.
В июле 1914 года в месте впадения реки Сучжоухэ в реку Хуанпу МИД России был приобретен земельный участок и начато возведение здания консульского представительства. Проект знания был разработан немецким архитектором Хансом Эмилем Либом, который выбрал эклектичный стиль, сочетавший элементы барокко и немецкого возрождения. 14 января 1917 года 4-этажное здание консульства общей площадью 3264 м² было официально принято.
С 1917 по 1924 год консульство не подчинялось власти большевиков, его хранил генеральный консул Российской империи Виктор Фёдорович Гроссе. Уходя в июле 1924 года, он снял с фасада здания герб Империи — двуглавого орла.
В 1924 году после установления дипломатических отношений между СССР и Китаем в Шанхай прибывает генеральный консул Советского Союза. В 1927 году вследствие разрыва Китайской республикой дипломатических отношений с СССР консульство было закрыто. Вновь открыто консульство было после восстановления дипотношений в 1932 году и действовало до оккупации Шанхая японскими войсками в 1939 году.
Работа Генерального консульства была возобновлена в 1949 году после установления дипломатических отношений между СССР и Китайской Народной Республикой. Тем не менее, в 1962 году в связи с ухудшением советско-китайских отношений стороны прекратили функционирование консульских учреждений на территории друг друга, вследствие чего Генеральное консульство в Шанхае было закрыто и возобновило свою работу лишь в 1986 году.
В августе 2015 года достигнуто соглашение о расширении территории консульства.

## Генеральные консулы России и СССР в Шанхае
| Срок       | Консул                                            | Годы жизни            | Прим.                |
| ---------- | ------------------------------------------------- | --------------------- | -------------------- |
| 1875—1880  | Константин Андрианович Скачков                    | 1821—26.03.1883       | [ 1 ] [ 3 ]          |
|            |                                                   |                       |                      |
| 1896—1899  | Павел Андреевич Дмитревский                       | 04.11.1851—?.06.1899  | [ 1 ] [ 4 ]          |
| 1899—1910  | Константин Васильевич Клейменов                   | ? —18.10.1910         | [ 5 ] [ 6 ]          |
| 1911—1917  | Виктор Фёдорович Гроссе                           | 26.05.1869—06.10.1931 | [ 5 ] [ 7 ]          |
|            |                                                   |                       |                      |
| 1924—1925  | Ричард Иосифович (Осипович) Элледер (Ильде) и. о. | 1888— ?               | [ 7 ]                |
| 1925—1926  | Эспер Константинович Озарнин-Кистер               | ? — ?                 | [ 8 ] [ 9 ] [ 10 ]   |
| 1926—1927  | Фридрих Вильгельмович Линде                       | 14.04.1892—1961       | [ 8 ] [ 11 ]         |
| 1927—1928  | Бенедикт Игнатьевич Козловский                    | 1899—1975             | [ 12 ]               |
|            |                                                   |                       |                      |
| 1933—193?  | Иван Иванович Спильванек                          | 1883— ?               | [ 13 ]               |
| 1939—1939  | Михаил Александрович Константинов и. о.           | 21.11.1897—09.08.1965 | [ 8 ] [ 14 ]         |
|            |                                                   |                       |                      |
| 1946—1946  | Николай С. Ананьев и. о.                          | ? — ?                 | [ 8 ]                |
| 1946—1948  | Фёдор Павлович Халин                              | 1903 — ?              | [ 15 ]               |
| 1948—1951  | Пётр Парфёнович Власов (Владимиров)               | 1905—10.09.1953       | [ 16 ]               |
| 1952—1954  | Николай Михайлович Шестериков                     | 1903— ?               | [ 15 ]               |
| 1954—1955  | Константин Александрович Крутиков                 | 29.07.1920—13.05.2015 | [ 15 ] [ 17 ] [ 18 ] |
| 1955—1957  | Анатолий Александрович Осипов                     | ? — ?                 | [ 15 ]               |
| 1957—1960  | Алексей Иванович Елизаветин                       | 06.03.1915—08.12.2001 | [ 15 ]               |
| 1960—1962  | Владимир Алексеевич Кривцов                       | 18.04.1921—20.11.1985 | [ 19 ]               |
|            |                                                   |                       |                      |
| 1986—1990  | Феликс Николаевич Строк                           | 23.10.1931—20.02.2022 | [ 5 ]                |
| 1990—1992  | Георгий Петрович Разумовский                      | род. 19.01.1936       | [ 5 ]                |
| 1992—1997  | Борис Николаевич Чаплин                           | 08.09.1931—03.04.2015 | [ 5 ]                |
| 1997—2001  | Виктор Анатольевич Коннов                         | род. 16.02.1952       | [ 5 ] [ 20 ]         |
| 2001—2006  | Андрей Владимирович Кривцов                       |                       | [ 5 ] [ 19 ]         |
| 2006—2011  | Александр Александрович Шаронов                   | 23.06.1959—02.01.2016 | [ 21 ] [ 22 ]        |
| 2011—2015  | Андрей Николаевич Смородин                        | род. 15.08.1954       | [ 23 ]               |
| 2015—2019  | Алексей Николаевич Евсиков                        | род. 30.07.1961       | [ 24 ] [ 25 ]        |
| 2019—2022  | Александр Юрьевич Шманевский                      | род. 06.04.1957       | [ 26 ]               |
| 2022—н. в. | Дмитрий Евгеньевич Лукьянцев                      | род. 08.04.1967       | [ 27 ]               |

## Галерея

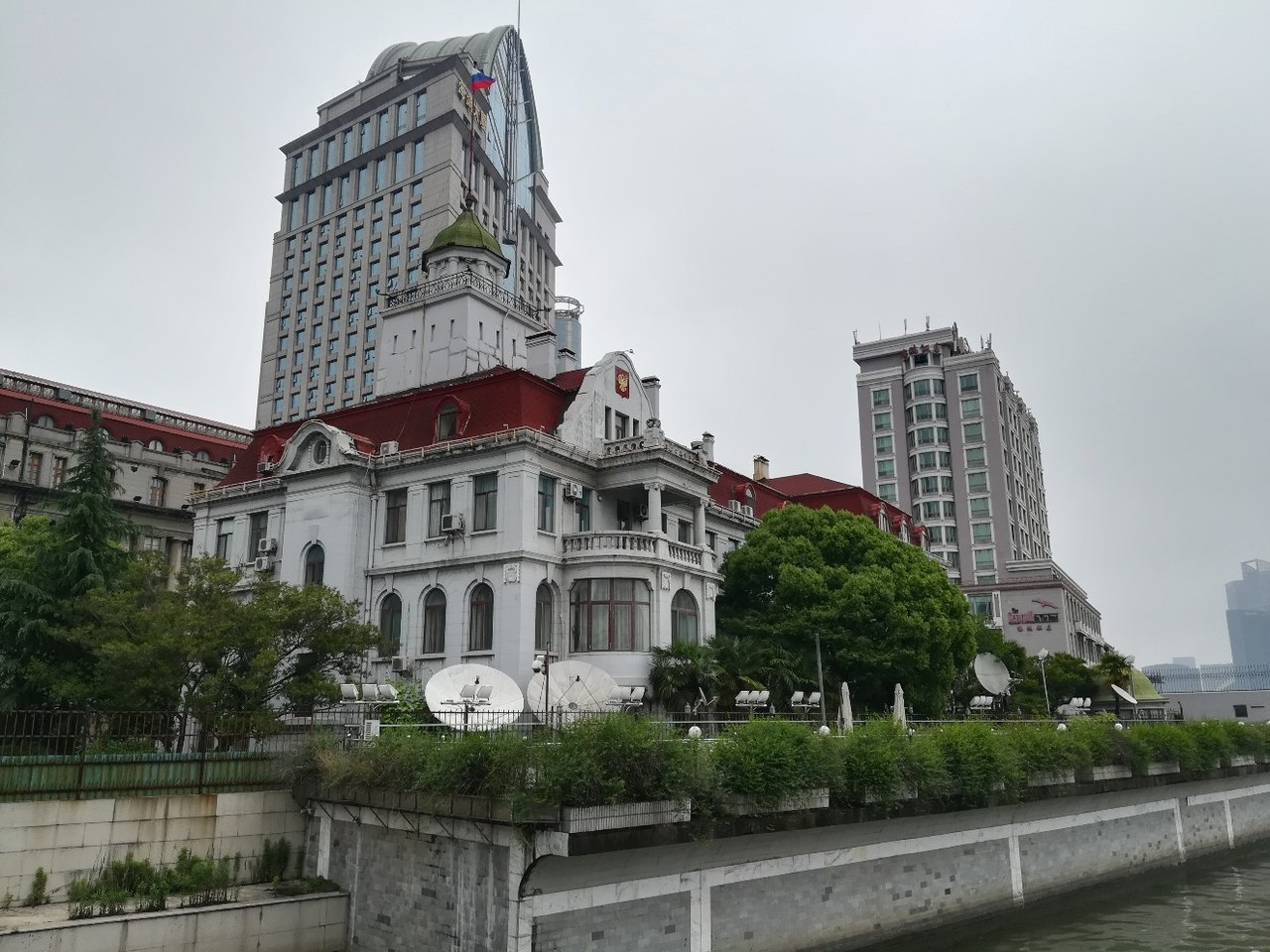
Главный вход в Генеральное консульство
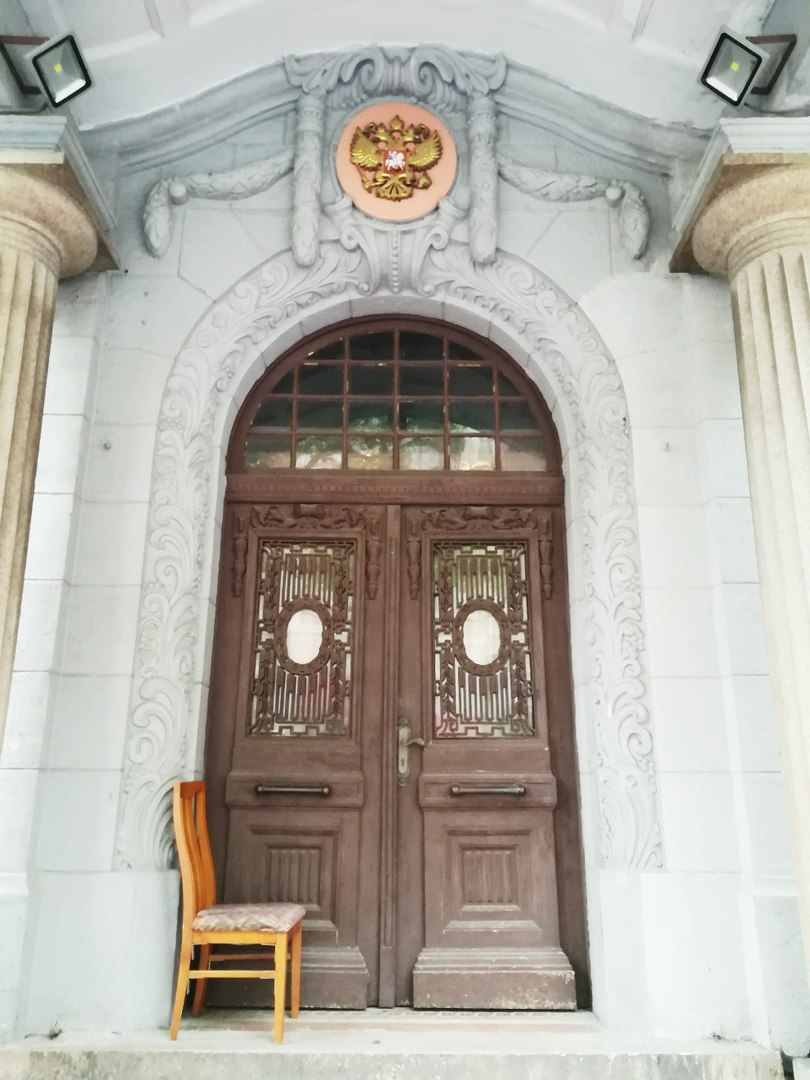
Главный вход в Генеральное консульство
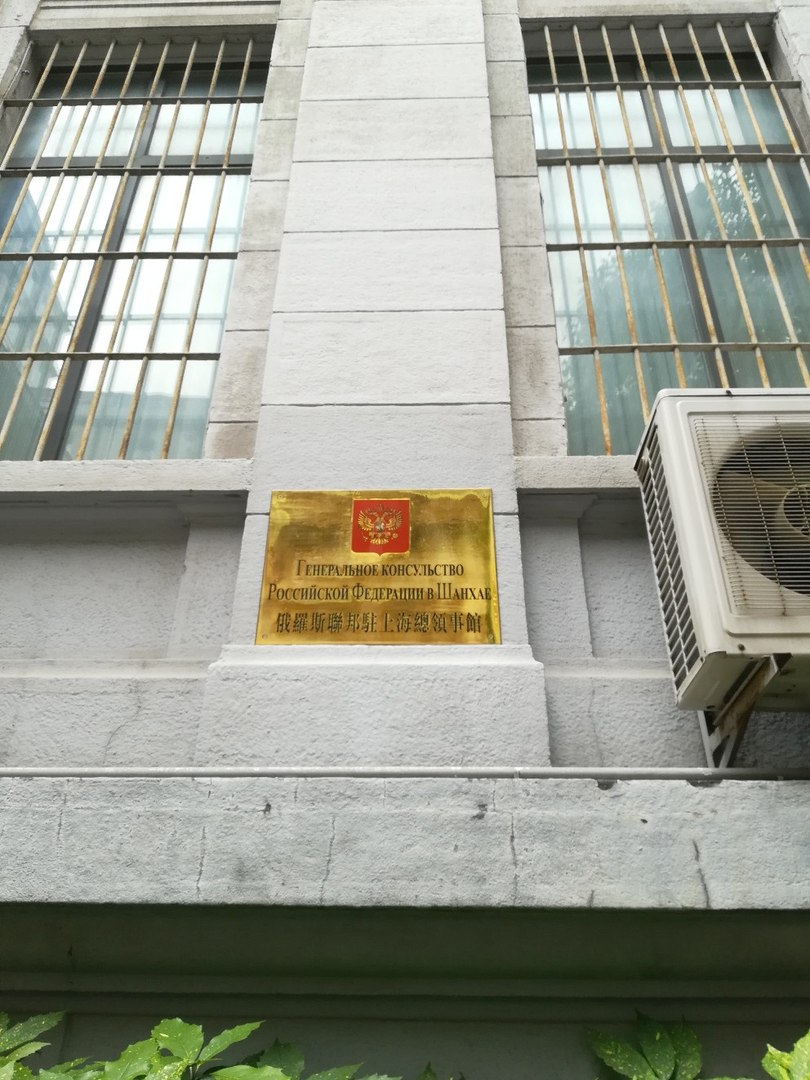
Фасад Генерального консульства